# Hercules Computer Technology
L'azienda californiana Hercules Computer Technology, costituitasi nel 1982, è uno storico produttore di GPU e schede video degli anni ottanta.
Nel 1984 viene commercializzato il suo modello più noto: la Hercules Graphics Card, che ha un successo ampio, tale da designare con la sigla HGC uno standard video monocromatico compatibile con MDA nella modalità testo.
Hercules, successivamente, sviluppa e produce vari chipset grafici compatibili con lo standard CGA, ma con l'arrivo del nuovo standard video VGA nel 1987, inizia un lungo periodo di declino per l'azienda che si ridimensiona a produttore di schede grafiche, abbandonando la progettazione dei chip.
Nel 1998, con un fatturato annuale di soli 20 milioni di dollari, Hercules viene acquistata con tutti i debiti dalla tedesca ELSA che l'anno seguente va in fallimento.
Nel 1999 il marchio Hercules viene venduto alla francese Guillemot Corporation, produttrice di schede audio e video, che lo utilizza per tutti i suoi prodotti.
Le schede video Hercules-Guillemot montano GPU prodotte da Nvidia, ATI e PowerVR (Kyro I e II). La produzione di schede video prosegue fino al 2004, quando Guillemot liquida la divisione grafica.
Attualmente, con il marchio Hercules, Guillemot commercializza periferiche audio, speaker, Wi-Fi, webcam.